# 리카온 (트로이아)

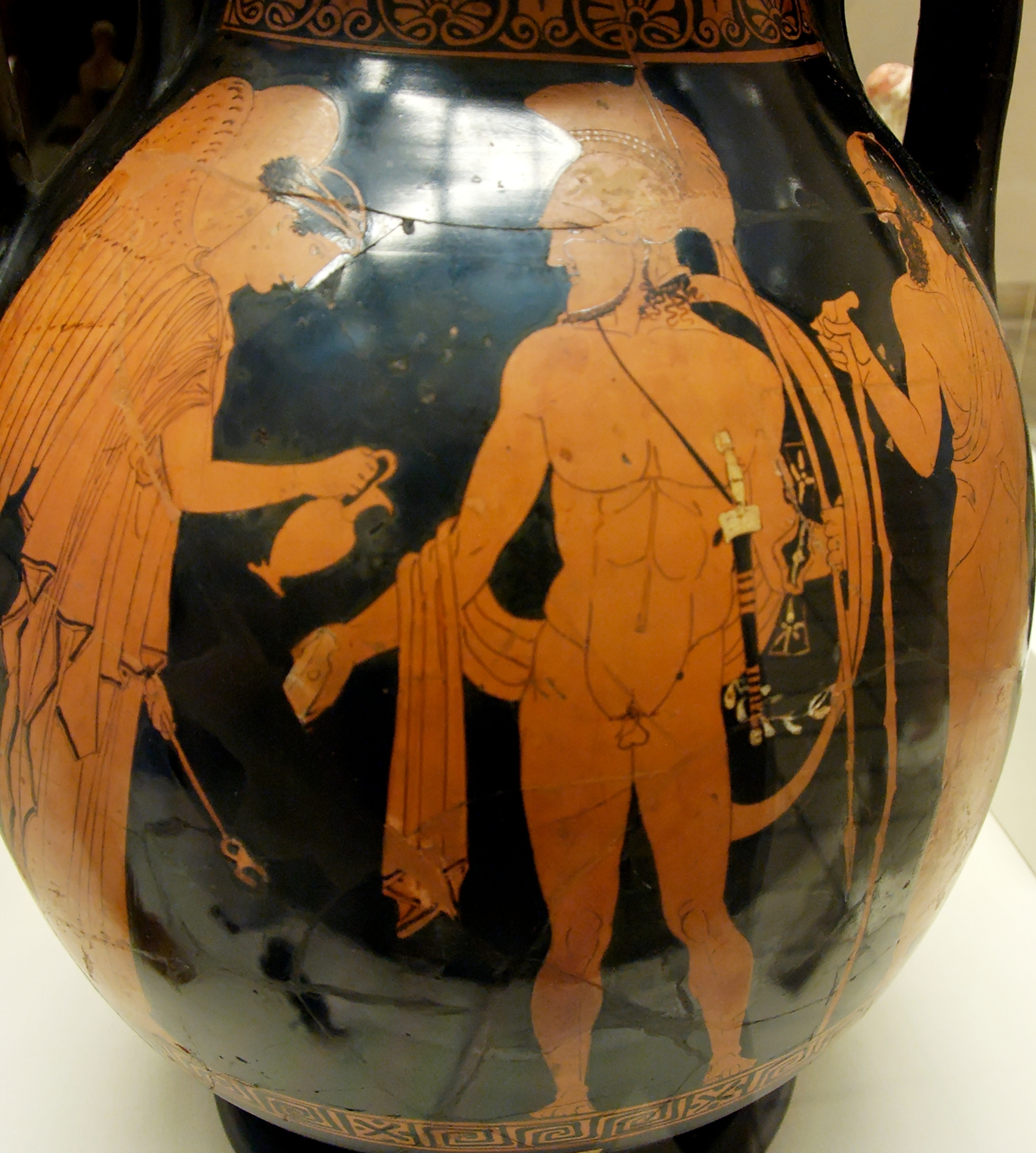

리카온(그리스어: Λυκάων)은 그리스 신화에 나오는 트로이의 왕자로, 트로이의 왕 프리아모스와 라오토에가 낳은 아들이다.
트로이 전쟁 당시 리카온은 프리아모스의 과수원에서 나무를 자르다가 아킬레우스의 기습을 받았다. 아킬레우스는 리카온을 렘노스 섬으로 데리고 가서 이아손의 아들 에우노스에게 소 100마리 값을 받고 팔아버렸다.
리카온은 다시 임브로스의 에에티온이 많은 몸값을 주고 구해내어 아리스베에 보냈는데 거기서 탈출하여 트로이로 돌아왔다. 리카온이 집에 돌아온 지 12일째 되는 날 그는 무장도 제대로 갖추지 않고 스카만드로스 강에 나갔다가 다시 아킬레우스와 마주쳤다.
당시 아킬레우스는 파트로클로스의 죽음에 몹시 분노한 상태였는데 무기도 들지 않은 리카온을 향해 창을 던졌다. 리카온은 창을 피해서 아킬레우스에게 엎드려 목숨만은 살려달라고 애원했다. 그러나 아킬레우스는 보통때 같으면 살려주겠으나 지금은 파트로클로스에 대한 복수심에 불타고 있어 살려주지 않겠다고 일갈한 후 그의 목을 칼로 내리쳤다.
아킬레우스는 리카온의 시체를 스카만드로스 강에 던져 버렸다. 이 때문에 아킬레우스는 스카만드로스의 하신(河神)의 분노를 샀다.
리카온에게는 판다로스라는 아들이 있었다.